# Allsvenskan i handboll för damer 2010/2011
Allsvenskan i handboll för damer 2010/2011 var den första upplagan av Sveriges näst högsta rikstäckande division i handboll för damer säsongen 2010/2011. Den innehöll 12 lag som spelade mot varandra två gånger (en gång hemma och en gång borta).
Säsongen inleddes lördagen den 25 september 2010 och avslutades onsdagen den 9 mars 2011.
Örebro SK och H 65 Höör kom etta och tvåa i serien och är därmed klara för elitserien i handboll säsongen 2011/2012. Trean Nacka HK avstod från kvalet och ersattes av femman IFK Tumba som tillsammans med fyran IF Hellton fick kvala mot nian och tian från Elitserien, H43/Lundagård respektive HF Kroppskultur, i serier som avgjordes i bäst av tre matcher mellan den 19 mars och 3 april. Efter avslutat kval stod det klart att H43/Lundagård och Kroppskultur behåller sina platser i Elitserien. Partille IF och Sävsjö/Eksjö åker ur och får börja om i Division 1.

## Deltagande lag
Från Elitserien 2009/2010 (2 lag)
- Rimbo HK
- Önnereds HK

Från Elitserie-kval (2 lag)
- Kungälvs HK (Från Div 1 Södra)
- Örebro SK (Från Div 1 Norra)

Från Division 1 Norra (4 lag)
- Eskilstuna Guif
- IF Hellton
- Nacka HK
- IFK Tumba

Från Division 1 Södra (4 lag)
- CaperioSport
- H 65 Höör
- Partille IF
- Sävsjö/Eksjö

## Tabell
Not: Lag 1-2 till Elitserien 2011/2012, lag 3-4 till Elitseriekval (Not:Nacka HK kom trea i serien men avstod från att kvala och ersattes av femma IFK Tumba), lag 9-10 till allsvenskt kval, lag 11-12 åker ner till Division 1 2011/2012.
Pos = Position, SM = Spelade matcher, V = Vinster, O = Oavgjorda, F = Förluster, GM = Gjorda mål, IM = Insläppta mål, Pts = Poäng, MSK = Målskillnad

## Kval till Elitserien 2011/2012
Kvalet spelades i bäst av tre matcher
| Datum                              | Match                  | Resultat | Publik |
| ---------------------------------- | ---------------------- | -------- | ------ |
| H43/Lundagård - IFK Tumba (2-0)    |                        |          |        |
| 20 mars 2011                       | Tumba - H43/Lundagård  | 27 - 34  | 227    |
| 27 mars 2011                       | H43/Lundagård - Tumba  | 31 - 29  | 385    |
| HF Kroppskultur - IF Hellton (2-0) |                        |          |        |
| 20 mars 2011                       | Hellton - Kroppskultur | 30 - 32  | 912    |
| 26 mars 2011                       | Kroppskultur - Hellton | 35 - 22  | 612    |